# Matang Beuringen
Matang Beuringen is een bestuurslaag in het regentschap Aceh Utara van de provincie Atjeh, Indonesië. Matang Beuringen telt 140 inwoners (volkstelling 2010).